# Präsidentschaftswahl in der Elfenbeinküste 2010
Die Präsidentschaftswahl in der Elfenbeinküste 2010 fand am 31. Oktober (erster Wahlgang) und am 28. November (Stichwahl) statt. Infolge des Bürgerkrieges in der Elfenbeinküste wurden die ursprünglich für 2005 vorgesehenen Wahlen mehrfach verschoben. Amtsinhaber Laurent Gbagbo gewann die erste Runde der Wahlen vor seinem wichtigsten Herausforderer Alassane Ouattara.
Nach Angaben der „Unabhängigen Wahlkommission“ (CEI, Commission Électorale Indépendante de Côte d’Ivoire) hatte Oppositionsführer Ouattara die Stichwahl am 28. November 2010 gegen Gbagbo gewonnen. Der Verfassungsrat (Conseil Constitutionnel) widersprach der Wahlkommission und erklärte Gbagbo zum Sieger. Ungeachtet internationaler Proteste legte Laurent Gbagbo am 4. Dezember 2010 vor dem Verfassungsrat einen Amtseid für eine zweite Amtszeit ab. Kurz darauf legte jedoch auch Alassane Ouattara in einem an den Verfassungsrat adressierten Brief den Amtseid als Staatspräsident ab, so dass die Elfenbeinküste bis April 2011 zwei Präsidenten hatte.

## Hintergrund – Teilung und Bürgerkrieg

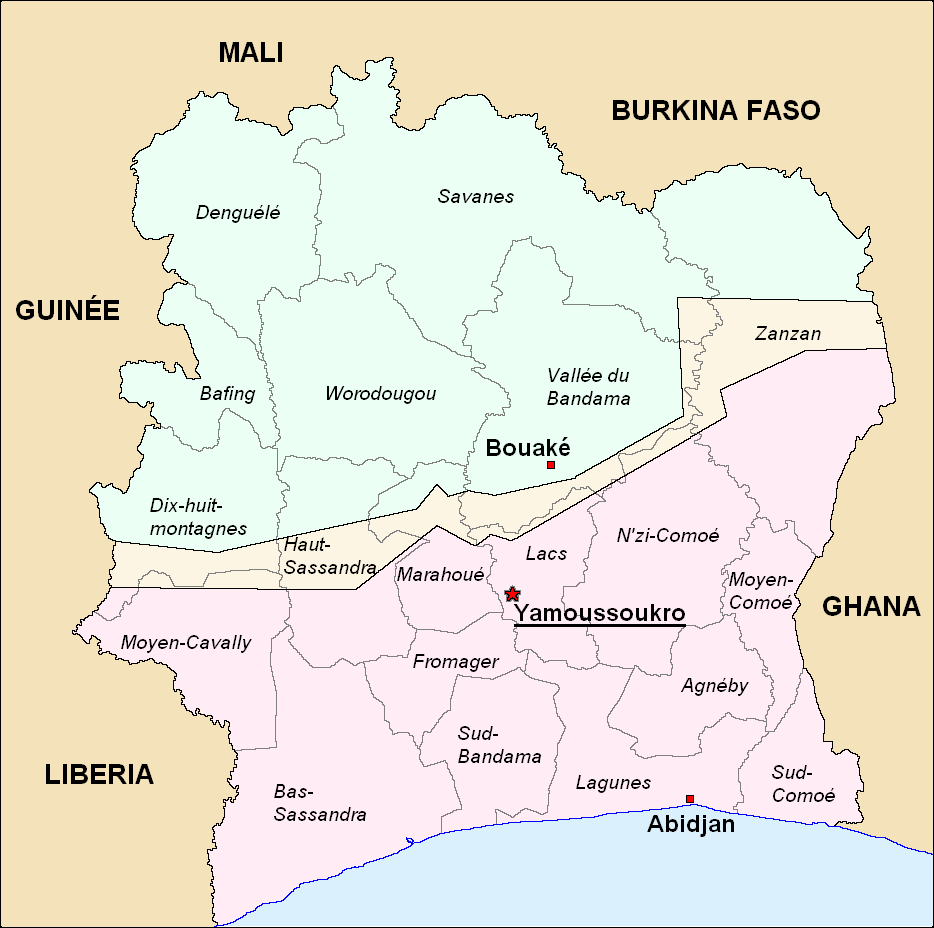
Karte der nach dem Bürgerkrieg geteilten Elfenbeinküste einschließlich der inzwischen aufgelösten Pufferzone zwischen den Bürgerkriegsparteien.

Die Wahlen wurden in einem geteilten Land durchgeführt. Die Rebellen der Forces Nouvelles de Côte d’Ivoire (FN) hielten den Nordteil und Regierungstruppen den Südteil der Elfenbeinküste. Die Teilung des Landes war das Ergebnis des zwischen 2002 und 2007 herrschenden Bürgerkrieges in der Elfenbeinküste, zu dessen Vorgeschichte wiederum der Ausschluss von Kandidaten und Wählern mit Migrationshintergrund aus den nördlichen Nachbarstaaten der Elfenbeinküste unter anderem bei den Präsidentschaftswahlen 1995 und 2000 gehört. Die Wahlen waren ursprünglich für 2005 vorgesehen, wurden seitdem aber mehrfach verschoben.

## Im Vorfeld
Insgesamt wurden 14 Kandidaten für die Präsidentschaftswahlen von 2010 zugelassen. Die drei aussichtsreichen Kandidaten Henri Konan Bédié, Alassane Ouattara und Laurent Gbagbo waren jeweils Akteure dieser Vorgeschichte. Bédié hatte als Präsident bei den Wahlen von 1995 und 2000 die Kandidatur seines aus dem Norden des Landes stammenden Konkurrenten Ouattara verhindert, indem er die ivorische (Ivorer = Bürger der Elfenbeinküste) Staatsbürgerschaft von dessen Eltern in Zweifel zog und eine Klausel einführte, wonach nur Personen, deren beide Elternteile ivorische Staatsbürger sind, für das Präsidentenamt kandidieren dürfen. Dieses Gesetz empörte viele Nord-Ivorer, die traditionell verwandtschaftliche Beziehungen in die Nachbarländer unterhalten bzw. deren Vorfahren häufig dorther stammen. Gbagbo, seit 2000 Präsident der Elfenbeinküste, nutzte dieselbe Strategie der Ausgrenzung von Nord-Ivorern wie sein Vorgänger Bédié. In seine Präsidentschaft fällt daher auch der Beginn des Bürgerkrieges 2002. Bei sogenannten Audiences foraines sollte 2006 geklärt werden, wer ivorischer Staatsbürger und damit wahlberechtigt ist. Gbagbos Anhängern wurde dabei vorgeworfen, die Registrierung von Nord-Ivorern massiv behindert zu haben. Die drei Kandidaten haben eindeutige regionale und ethnische Verwurzelungen: Ouattara steht für den Norden des Landes, Bédié für die Mitte und Gbagbo für den Süden.
Der Sonderbeauftragte des Generalsekretärs Choi Young-jin genehmigte am 24. September 2010 das endgültige Verzeichnis der Wähler. Die Genehmigung war Teil des Waffenstillstandsabkommens von Ouagadougou.
Sechs Kandidaten wurden nicht zugelassen: Boagnon Breiguai Charles, Coulibaly Nablé Yaya, Gaha Degna Hippolyte, Goba David, Guédé José Abel und Kéita Tiémoko.

## Ergebnis
Drei Kandidaten erhielten zusammen etwa 95 Prozent aller Stimmen.
Die Wahlbeteiligung lag bei 83 Prozent und war damit eine der höchsten bei Wahlen in Afrika überhaupt. Die befürchteten Unruhen bei Bekanntgabe des Wahlergebnisses blieben aus. Internationale Beobachter sprachen von überwiegend fairen Wahlen. Nur der unterlegene Dritte, Henri Konan Bédié, zweifelte das Ergebnis an und verlangte eine Neuauszählung der Stimmen.
Die Stichwahl zwischen Gbagbo und Ouattara fand am 28. November 2010 statt. Bédié und Ouattara hatten vor der Wahl vereinbart, sich gegenseitig bei einer Stichwahl gegen Gbagbo zu unterstützen. Zusätzlich wurde der Oppositionspolitiker Ouattara von den ehemaligen Rebellen unterstützt.
Im Vorfeld der Stichwahl kam es zu gewalttätigen Auseinandersetzungen zwischen den Anhängern beider Kandidaten. Um einen friedlichen Ablauf der Stichwahl zu garantieren, verstärkten die Vereinten Nationen das Kontingent an Blauhelmsoldaten bei der UN-Mission ONUCI. Auch am Wahltag selbst kam es zu blutigen Unruhen, die mehrere Menschenleben kosteten. Afrikanische Wahlbeobachter aus Korhogo berichteten von Urnenkonfiszierungen und „Wahlempfehlungen“ unter Androhung von Gewalt. Diese Darstellung deckt sich mit den Eindrücken, die die FAZ in Telefongesprächen mit Bewohnern der großen Städte im Norden gewonnen hat. Demgegenüber bezeichneten Beobachter der Europäischen Union den Wahlvorgang als weitgehend korrekt. Diese waren jedoch nicht in die umstrittenen Nordregionen entsandt worden.
| Kandidaten | Parteien                                             | 1. Wahlgang | 1. Wahlgang | 2. Wahlgang | 2. Wahlgang |
| Kandidaten | Parteien                                             | Stimmen     | %           | Stimmen     | %           |
| --- | ---------------------------------------------------- | ----------- | ----------- | ----------- | ----------- |
| Alassane Ouattara | Rassemblement des Républicains                       | 1.481.091   | 32,1        | 2.483.164   | 54,1        |
| Laurent Gbagbo | Front Populaire Ivoirien                             | 1.756.504   | 38,0        | 2.107.055   | 45,9        |
| Henri Konan Bédié | Parti Démocratique de Côte d’Ivoire                  | 1.165.532   | 25,2        |             |             |
| Albert Mabri | Union pour la démocratie et la paix en Côte d’Ivoire | 118.671     | 2,6         |             |             |
| Konan Gnamien | Union pour la Côte d’Ivoire                          | 17.171      | 0,4         |             |             |
| Francis Wodié | Parti ivoirien des travailleurs                      | 13.406      | 0,3         |             |             |
| Siméon Konan | Unabhängig                                           | 12.357      | 0,3         |             |             |
| Anne Jacqueline Lohouès Oble | Unabhängig                                           | 12.273      | 0,3         |             |             |
| Pascal Tagoua | Unabhängig                                           | 11.674      | 0,3         |             |             |
| Innocent Anaky | Mouvement des Forces d’Avenir                        | 10.663      | 0,2         |             |             |
| Adama Dolo | Unabhängig                                           | 5.972       | 0,1         |             |             |
| N’Douba Enoh Aka | Unabhängig                                           | 5.311       | 0,1         |             |             |
| Félix Akoto Yao | Unabhängig                                           | 4.773       | 0,1         |             |             |
| Henri Tohou | Union socialiste du peuple                           | 2.423       | 0,1         |             |             |
| Gesamt | Gesamt                                               | 4.617.821   | 100         | 4.590.219   | 100         |
| |                                                      |             |             |             |             |
| Ungültige Stimmen | Ungültige Stimmen                                    | 225.624     | 4,7         | 99.147      | 2,1         |
| Wähler | Wähler                                               | 4.843.445   | 83,7        | 4.689.366   | 81,1        |
| Wahlberechtigte | Wahlberechtigte                                      | 5.784.490   |             | 5.780.804   |             |
| |                                                      |             |             |             |             |
| Quellen: Conseil constitutionnel, 1. Wahlgang – 2. Wahlgang (Ergebnis annulliert) – Proklamation Commission électorale indépendante, 1. Wahlgang – 2. Wahlgang |                                                      |             |             |             |             |

## Nachwirkungen

### Streit um das Ergebnis
Die offizielle Frist zur Verkündung des Wahlergebnisses (laut Verfassung spätestens 72 Stunden nach Schließung der Wahllokale) verstrich ergebnislos.
Am 2. Dezember 2010 verkündete die Wahlkommission das vorläufige Ergebnis der Stichwahl, wonach Ouattara der Sieger sei. Er habe 54 % der Stimmen bei einer Wahlbeteiligung von über 81 % erhalten. Der Verfassungsrat erklärte dagegen das vorläufige Ergebnis der Wahlkommission für ungültig, da das Ergebnis nicht fristgerecht verkündet worden war. Zudem kündigte der Verfassungsrat eine Prüfung von Wahlbeschwerden an, nachdem sich Gbagbos Partei um eine Annullierung der Wahlergebnisse in drei Wahlkreisen des Nordens bemüht hatte. Es handelt sich um die Regionen Savanes, Denguélé und Worodougou. Für Verwirrung sorgte der Umstand, dass Youssouf Bakayoko, Präsident der Wahlkommission, das Ergebnis in dem Hotel bekanntgab, in dem Ouattara seine Basis bezogen hatte und das von UN-Truppen gesichert wurde, die wiederum vom ivorischen Militär blockiert waren.
Einen Tag später, am 3. Dezember 2010, erklärte schließlich der Verfassungsrat Amtsinhaber Gbagbo mit 51,45 % und einer Wahlbeteiligung von 71,28 % zum Sieger. Der Verfassungsrat hatte die Stimmen aus sieben Wahlkreisen, die etwa 13 % der Wahlberechtigten repräsentieren, für ungültig erklärt.
Am selben Tag gab der Spezialgesandte der UN und Leiter der ivorischen UN-Mission UNOCI, Young-Jin Choi das Ergebnis der Zertifizierung der Wahl bekannt. Gemäß seinen Untersuchungen fand die Stichwahl in einer „demokratischen Atmosphäre“ statt, die Annullierung von Stimmen aus den nördlichen Regionen durch den Verfassungsrat beruhe nicht auf Fakten und die UNOCI müsse nicht dem Urteil des Verfassungsrats folgen, da die ivorische Regierung das Mandat Young-Jin Chois als Zertifizierer der Wahl akzeptiert habe. Selbst wenn alle Wahlbeschwerden Gbagbos berücksichtigt würden, ändere dies nicht das Ergebnis der Wahl.
Der Verfassungsrat galt als regierungstreu, da seine Mitglieder vom Präsidenten der Republik und dem Präsidenten des Parlaments, der Vorsitzende jedoch allein vom Präsidenten benannt wurde. Der Vorsitzende des Rats, Paul Yao N’Dré, hatte zusammen mit Laurent Gbagbo und dessen Frau Simone Ehivet Gbagbo die Ivorische Volksfront (FPI), der alle drei angehören, gegründet. Er galt als einer der Vertrauten Gbagbos.
Die Unabhängige Wahlkommission (Commission Électorale Indépendante, CEI) wurde von einigen politischen Beobachtern als nicht wirklich unabhängig eingeschätzt, da sie von Anhängern der Opposition dominiert sei. Gbagbo hatte die CEI erst im Frühjahr 2010 aufgelöst und mit Youssouf Bakayoko (PDCI-Parteivorstandsmitglied und ehemals Diplomat bei den Ständigen Vertretungen der Vereinten Nationen) neu besetzt, weil er der Organisation unter der Leitung von Robert Mambé vorgeworfen hatte, 430.000 Menschen aus dem tendenziell Ouattara unterstützenden Norden fälschlicherweise in das Wahlverzeichnis aufgenommen zu haben.
Laurent Gbagbo ließ sich ungeachtet des Streits um das Ergebnis am 4. Dezember 2010 für eine zweite Amtszeit vereidigen. Wenige Stunden später leistete auch Alassane Ouattara den Amtseid als Staatspräsident ab. Am gleichen Tag reichte Premierminister Guillaume Soro seinen Rücktritt ein und erklärte seine Unterstützung für Ouattara.

### Internationale Reaktionen
Die Entscheidung des Verfassungsrates wurde international kritisiert. UN-Generalsekretär Ban Ki-moon forderte Gbagbo auf, seine Niederlage einzugestehen. Die Afrikanische Union zeigte sich „tief besorgt“ über die Entwicklung im Land. Noch am Freitag, den 3. Dezember gratulieren Barack Obama und Nicolas Sarkozy Ouattara zum Wahlsieg und erklärten, dass sie ihn als Wahlsieger ansehen und forderten Gbagbo auf, das Ergebnis der Wahlkommission anzuerkennen. Die Europäische Union und weitere Länder schlossen sich dieser Position an.
Insbesondere Äußerungen vom französischen Staatschef werden vor allem von Anhängern Gbagbos kritisch aufgenommen, da Sarkozy als damaliger Bürgermeister von Neuilly Dominique Novion und Alassane Ouattara 1990 in dem Pariser Vorort traute und auf deren Feier Ehrengast war. Töchter der Konzerne Bouygues und Bolloré sind die größten Unternehmen der Elfenbeinküste, gleichzeitig unterhalten die Konzernchefs Martin Bouygues und Vincent Bolloré gute persönliche Beziehungen zum französischen Präsidenten. Unter Ouattara, der 1990 Premierminister wurde, wurden die Eisenbahn, die Wasser- und Elektrizitätsversorgung privatisiert und von den französischen Konzernen gekauft. Diesen Konzernen wird ein Beitrag zur Destabilisierung der Elfenbeinküste zugeschrieben.
Am 8. Dezember forderte der UN-Sicherheitsrat alle Beteiligten auf, das von der Wahlkommission verkündete Wahlergebnis anzuerkennen.